# Беков, Тембот Дордаганович
Те́мбот Дордага́нович Бе́ков (ингуш. Беканаькъан Дордагӏа Тембот; 15 [27] декабря 1873, Верхние Ачалуки, Владикавказский округ — 10 февраля 1938 или 1939) — ингушский советский поэт, прозаик, публицист, переводчик, педагог и учёный. Один из основоположников ингушской литературы.
Главным образом известен как поэт, в частности, как автор стихотворений «Две эпохи», «Расстрел рабочих на Лене», «11 и 5». Создал первое стихотворение на ингушском языке, внёс рифму в ингушскую поэзию и развивал ингушское стихосложение. Литературовед И. А. Дахкильгов считал, что произведения Бекова являются по форме переходными от устной поэзии к письменной.
Беков-прозаик писал политические и социально-бытовые фельетоны и очерки, незаконченной осталась его повесть «Ранняя весна». Перевёл на ингушский язык «Интернационал» Э. Потье и рассказы Ги де Мопассана. Кроме того, Беков занимался сбором ингушского фольклора в 1920-х годах, из его коллекции сохранилось только нартское сказание «Ачам-боарз» (1931).

## Биография
Родился 15 [27] декабря 1873 года в состоятельной семье в селении Верхние Ачалуки Владикавказского округа. Отец Дордаган Беков имел большое количество скота и две лавки — одну в Ачалуках, другую — во Владикавказе. В первой торговали керосин, ткани, сельхозорудия и прочие товары, а во второй — молочные продукты, привозившиеся из Ачалуков. Дедом Тембота Бекова по отцу был Черке, основатель Верхних Ачалуков (ингуш. Черкъий-Юрт). Мать Букачи Доурбекова, была орстхойкой из тайпа Галай и дочерью Али Умаровича Доурбекова (ингуш. ӏумара ӏаьла). Последний является героической личностью ингушского и чеченского фольклоров первой половины XIX века, воевавшего с царской властью. После Кавказской войны до того, как отправится в Османскую империю, он выдал замуж своих двух взрослых дочерей, включая Букачи, которую выдали за Дордагана.
Тембот Беков сначала освоил арабскую грамоту в сельской мечети, затем отец послал его учиться в школе Назрановской крепости. После её окончания учился в реальном училище во Владикавказе. Окончив его в 1893 году, будущий писатель поступил в Варшавский политехнический институт в Ростове-на-Дону, из которого отчислился через год из-за ухудшения здоровья. После выздоровления Беков был принят на работу в государственный банк города Владикавказ, где его семья имела дом. В Гражданской войне в России он воевал на стороне красной армии против деникинцев. Принимая участие в Долаковском бое, Беков был ранен.
После образования Горской АССР, Беков принял активное участие в общественно‑политической и культурно‑просветительной жизни в республике. Литературовед Я. С. Патиев пишет, что в связи с тем, что Ингушетия была в «полуграмотном» состоянии, ей нужно было печатное издание. Поэтому с 1 мая 1923 года начала выходить газета «Сердало» («Свет»), в основании и издании которой принимал участие Беков. Работая в редакции газеты, он был одновременно ответственным секретарём и переводчиком. В газете же Беков публиковал свои рассказы, очерки, статьи, фельетоны и корреспонденции, отрывки из своей повести «Ранняя весна».
Литературовед И. А. Дахкильгов утверждал, что в «тяжелейшие исторические годы» учёный З. К. Мальсагов и Беков добились составления редакторского и корреспондентского актива газеты, и регулярному её выходу. Позже, в 1927 году Беков опубликовал в газете статью «Первый номер „Сердало“» («Цхьоалагӏа номер „Сердало“»), где рассказывал об истории образования газеты. По его словам, сначала был собран молодёжный актив, который освоил ингушскую письменность, и писал корреспонденции для газеты, одновременно занимаясь её распространением и чтением жителям области. Беков дальше пишет о трудности написания на родном языке, находке людей, интересующихся журналистикой, поиска и подготовления материалов для газеты и т.д. Работу над созданием первого номера «Сердало» Мальсагов и Беков начали за две недели до его выпуска. Беков занялся переводом материалов, поступивших в газету, которые были на русском языке. В дальнейшем переводом этих материалов для газеты занимался он же. В первом номере были опубликованы материалы, написанные И. Б. Зязиковым, С. Дахкильговым, З. К. Мальсаговым, С. Альдиевым и другими. По словам И. А. Дахкильгова, в начале у газеты были трудности и за почти всю её деятельность отвечал Беков. «Особенно трудным», как писал Дахкильгов, было то, что приходилось заполнять газетные полосы материалами на ингушском языке, языком, которым основная часть населения только и владела. Из-за этого, для газеты нужно было переводить много материала на ингушском языке. Дахкильгов писал, что «со всеми этими трудностями Беков сумел справиться и газета выходила регулярно и на двух языках».
В 1925 году Беков участвовал в создании ингушского книжного издательства, а через 3 года вступил в Ассоциацию ингушских писателей. Он также являлся внештатным сотрудником Ингушского НИИ краеведения.
Беков принимал активное участие в ликвидации безграмотности. Так, он был организатором и преподавателем учительских курсы, проходивших в июне 1923 года в Ингушетии. Предметами курсов были ингушский язык, история, математика и география, которые преподавались на ингушском языке. В то же время, Беков был преподавателем курсов совпартшколы, в так называемых опорных школах, в Ингушском педтехникуме во Владикавказе. Из последнего выпустились будущие классики ингушской литературы и общественно‑политические деятели, такие, как, И. М. Базоркин, Б. Х. Зязиков, Х.-Б. Ш. Муталиев, Х. С. Осмиев, И. А. Оздоев, С. И. Озиев, С. Плиев, А. Газдиев, Ю. Т. Чахкиев и другие.
Беков был репрессирован. Он умер 10 февраля 1938 или 1939 года.

## Творчество
Беков начал писать с 1923 года. Он оставил после себя небольшое творческое наследие, без которого, по мнению литературоведа А. У. Мальсагова, «нельзя себе представить облик ингушской литературы, особенно поэзии того периода». Стихи, статьи, очерки, фольклорные записи и научные работы Бекова включались в отдельных изданиях Ингушского научно-исследовательского института краеведения, газете «Сердало», сборниках Ингушского литературного объединения.

### Поэзия

#### Стиль, язык
Беков писал на ингушском языке. Литературовед О. А. Мальсагов считал, что народная поэзия повлияла на творчество Бекова своим «богатством» изобразительных средств. Сами же поэтические произведения писателя являются, по мнению литературоведа, самобытными «как в композиционном отношении, так и в характере образов, в подборе рифмы и ритма». Беков создал форму ингушского стихосложения, отличающееся от стиха чечено-ингушского устного народного творчества и от силлабо-тонического стиха, которому следуют ингушские поэты, на которых оказали влияние классические образы русской поэзии. По мнению Мальсагова, творчество Бекова внесло положительный вклад в развитие ингушской поэзии. И. А. Дахкильгов считал, что произведения Бекова предстают по форме переходными от устной поэзии к письменной.
В ингушской литературе традиции устной поэзии были использованы и развиты письменной поэзией. В стихах Бекова ритм был создан при употреблении одинакового количества ударных слогов в смежных стихах. Он использовал форму народного стиха, придав ему размер, рифмовав его и обогатив новыми фигурами — отрицательными сравнениями. Таким образом, Беков помогал дальнейшему развитию ингушского стиха. Литературный критик З. К. Мальсагов, писавший о вопросах традиции и новаторства в 1935 году в «Рецензии на сборник стихов Х.-Б. Муталиева „Родина“», считал, что «к Бекову или Нажаеву, использующим уже выработанную в устной поэзии форму и широко заимствующим оттуда замечательный материал, надо, мне кажется, относиться требовательнее, чем, например, к Музаеву или Муталиеву, которые стараются освоить новые поэтические формы и на сокровища устной поэзии могут рассчитывать в очень ограниченной степени». Тем не менее, критик не умалял заслуги «пионеров-новаторов» Бекова и А. Нажаева, не винил их в том, что они пользовались в своей поэзии изобразительным материалом народного фольклора. Мальсагов считал, что «указанную разницу необходимо иметь в виду, но, разумеется, не забывать при этом, что роль пионера-новатора — роль почётная и ответственная, ибо надо показать, что новое — лучше старого, а показать это без затраты большого труда и терпения невозможно».
И. А. Дахкильгов считал, что новаторство Бекова видно в том, что его стихи были более ритмически организованные по сравнению с на родными песнями и, в первую очередь, имели рифму. Сочетание слов в стихотворении «Две эпохи» создавал ритм, схожий с силлаботоническим ритмом. Отдельные части стихотворения являются более тоническими и, как отметил О. А. Мальсагов, близки к трёхударному, реже четырёхударному дольнику. Но иногда бывает контаминация хорея и дактиля, которая в стихотворении «Расстрел рабочих на Леме» более систематична. Смежные стихи этого стихотворения почти всегда содержат одинаковое количество как ударных, так и безударных слогов. Использованные Бековым слова ма (усилительная или отрицательная частица), уж («они»), цу («это, этот»), ва (утвердительная частица или привлекающий внимание возглас), из («он, она, оно») широко представлены в народной устной поэзии. Кроме их смыслового значения, они использовались для того, чтобы искусственно восполнить недостающий безударный слог и придать напевность и плавность.
Беков оттолкнулся от зачаточной рифмы народной поэзии, сделал её в более стройный вид, обогатил и варьировал. Его рифма может переноситься и в середину стиха, и служить связывающим звеном строф.
В редких случаях, когда в стихах Бекова отсутствовала рифма, он создавал такую налаженную гамму внутренних созвучий, что они заменяли её. По мнению И. А. Дахкильгова, рифма поэта отличается её богатством и выразительностью (болаш—голаш, пхелагӏ—гийлах, сибаре—сабаре, даарца—гӏомарца, тохкар—такхар, хьерчаш—керчаш и т. д.). При возможности Беков создавал созвучия, а ударения и долготы в его рифме немало значимы. Системы в стихах поэта нет: рифмы женские или дактилические, смежные или перекрестные. Всё вышесказанное, по мнению И. А. Дахкильгова, показывают то, как Беков пользовался заслугами русской поэзии, как обрабатывает традиции фольклора. Этим Бекова и «обеспечивает эстетическую цельность и выразительность его поэзии», — писал Дахкильгов.
И. А. Дахкильгов считал, что язык произведений Бекова весьма оригинален среди остальной ингушской советской поэзии. В начале 1920-х годов в редакции «Сердало» и в Ингушском литературном обществе проводились собрания ингушских писателей. В одном из таких собраний присутствовал первый секретарь Ингушского обкома партии И. Б. Зязиков, который, услышав стихотворение Бекова «Две эпохи», взволнованно сказал: «Кто теперь может сказать, что ингушский язык беден, что на этом языке в высокохудожественной форме нельзя выразить самых тонких и сокровенных чувств. Нужно лишь уметь владеть нашим языком».
«Неподражаемый, идущий из самых глубин народного, язык Т. Бекова несёт в себе всю специфику лексики и синтаксиса ингушского языка, что проявляется в принципе построения предложений, употреблении идиоматических сочетаний», — писал Дахкильгов. В свои произведениях он использовал ингушские слова очбаьлар, пара, овхар и другие, которые не содержатся в современных ингушских словарях, так как они опустились в пассивный языковый фонд. По мнению Дахкильгова, вайнахские языки богаты лексикой, однако многие слова устарели. Он также считал, что литературный язык должен быть богаче обиходного, для чего и нужны «несправедливо забытые слова». Литературовед обращал внимание на то, что к этому вопросу Беков подходил творчески: использовал всё лучшее, перерабатывал слова и вновь возвращал народу в обновлённом виде. Он сокращал некоторые слова, как, например: мар (ср. малар — «выпиваемое), «мел-в» (ср. мел-ва — сколько есть) и прочие метафорические слова вроде гам — «рама, силуэт» (вместо его изначального значения — «тело») и къаьга чарх — блестящее колесо (вместо «солнце»). По мнению Дахкильгова, очень точны словосочетания Бекова вроде да вийна маьри («убийца отца, кровник»), хьежа малх («смотрящее солнце»), сийрда дош («светлое слово») и др. Литературовед считал, что у Бекова «искусно вплетаются в текст устойчивые слово сочетания и фразеологические выражения, много причастных и деепричастных оборотов (специфические черты вайнахских языков)», что «способству[ет] эпичности повествования».

#### Обзор поэтических произведений
В истории ингушской литературы Беков главным образом известен как поэт, в частности, как автор стихотворений «Две эпохи», «Расстрел рабочих на Лене» и «11 и 5». В стихотворении (сближающееся с поэмой) «Две эпохи» Беков описывал старое царское время, ставя ему в противовес новые революционные порядки. Этим произведением он положил начало ингушской поэзии. В этом, по мнению О. А. Мальсагова, и есть самобытность поэзии Бекова. Сюжет стихотворения дан в стиле чечено-ингушских героико-эпических песен.
По мнению О. А. Мальсагова, Беков преуспел в том, что он развил форму ингушского стихосложения. Он создал своеобразный размер и ритм ингушского стиха, а также обогатил ингушскую поэзию изобразительными средствами устного народного творчества, как, например, эпитетами: «сладкое дыхание», «сияющее слово», «синяя Сибирь», «чёрная тюрьма», «сладкая смерть» и «жестокая эпоха». В стихах Бекова присутствуют также метафоры: «оковы с женщин пали», «бездыханный остов остался», «кремневый шов» и «блестящее колесо» (солнце). О. А. Мальсагов считал, что сравнения в стихах поэта «достигают большой отчётливости и выразительности, способствуя яркости образа». В качестве примеров он приводил такие сравнения: «Дыхание дракона чище твоего дыхания», «Слово — как молния», «Поучение — светлое солнце»; отрицательные сравнения у Бекова: «Не ветер дул с Северного моря», «Не смутный сон» и т. д.
О. А. Мальсагов считал рифму стихов Бекова «разнообразной», часто «неожиданной» и «выразительной», а по его мнению стихи «благозвучны» и «читаются легко». Анализируя стихотворение «Две эпохи» он приходит к выводу, что, во всех строках одинаковое количество ударений, определяющих ритм стиха. В качестве примера он приводит первое четверостишие произведения:
Сигал морх йоацаш

Догӏ делхарг ма дац,

Дег тӏа бала боацаш

Бӏарг белхарг ма бац
Все строки этой строфы содержат по три ударения, определяющих ритм стиха, и пропускают один безударный слог. Из-за этого, ударение звучит резче и обособленнее. Стихотворная строка как бы не состоит из двух сложные или трёхсложные стопы, как в силлабо-тоническом стихе, а состоит из ритмических долей (частей) с разным количеством слогов. Количество ударений в стихотворной строке определяют то, бывают ли стихи Бекова трёх ударные, четырёх ударные, пяти ударные, реже—шести ударные. В зависимости от количества ударений в стихотворной строке. Стих Бекова содержит и двух- и трёхсложные стопы, в то время как в русском стихе этого размера — только трёхсложные стопы. Как видно из строфы «Двух эпох», в первой строке вторая стопа неполная, во второй строке—первая стопа, в третьей строке—полные стопы хорея и в четвёртой, как во второй строке и т. д. Всё вышесказанное указывает на то, что в стихотворении бековская форма стихосложения соответствует одному из видов русского тонического стихосложения — дольника. Однако, из-за того, что в стихотворении разное количество ударений в строках, довольно часто поэт переходит от одного ритмического размера к другому, что обычно соответствует содержанию.
Стихи Бекова пользуются популярностью среди ингушского населения, что, по мнению О. А. Мальсагова, связано с «народностью языка его произведений, их эмоциональностью, политической заостренностью содержания исторических и современных тем».
Стихотворение «Расстрел рабочих на Лене» посвящено одноимённому историческому событию. По мнению О. А. Мальсагова, Беков ярко описал тяжёлую жизнь и изнурительный труд рабочих на золотых приисках в Сибири, и показывал бесчеловечность офицера, который организовал расстрел мирной демонстрации рабочих. Мальсагов пишет, что для описания расстрела поэт использовал слова и образы, которые придают стихотворению её «яркость и эмоциональную выразительность». О расправе с рабочими рассказывается в стихотворении следующим образом (подстрочный перевод О. А. Мальсагова):
Гром грянул на дальних равнинах Лены.

Пала вера рабочих в царскую власть;

Чистой кровью истекая, гневные стоны издавая,

Рвали труженики рабочие блузы,

Стояли рабочие тесной толпой,

А людские тела грудами лежали

На золотоносном песке.
Этот абзац, по мнению О. А. Мальсагова, указывает на самобытность мастерства Бекова. «И до сих пор стихотворение «Расстрел рабочих на Лене» является одним из лучших поэтических произведений ингушской литературы», — писал он в 1959 году. В стихотворении использовались эпитеты: синяя птица, сирые сироты, чёрная реакция, жестокая тайга, золотой песок, истерзанный крик, горькие поминки; метафоры: «Бойня была в суро вой тайге»; сравнения: «Как синяя птица, успокаивается на закате дня», «Как муравейник, зашевелились», «Шли, как по натянутой нитке»; рифмы: Болаш-голаш, пхелах-Нийлах, Сибаре-сабаре, бетташ-етташ, керчаш-хьерчаш.
Стихотворение «11 и 5» посвящено одиннадцатой годовщине Октябрьской революции и пятой годовщине запуска газеты «Сердало». По мнению О. А. Мальсагова, произведение по содержанию и форме уступает стихотворениям «Две эпохи» и «Расстрел рабочих на Лене».
В январе 1928 года в газете «Сердало» в одно время были изданы два стихотворения — «Учёба» и «Пауки». Под ними стояла подпись «Б.». Первое стихотворение посвящено ингушской молодёжи и в нём рассказывается о плюсах просвещения. Во втором стихотворении рассказывается о пауках, которые пьют кровь трудящихся, плетут паутину и ненавидят советскую власть. Литературовед И. А. Дахкильгов высказывал предположение о том, что автором этих двух произведений был Беков, так как одним из его псевдонимов был «Б.». Тем не менее, главным возражением такому мнению он считал слабое мастерство и поэтический дух стихотворений, которые, по его мнению, не свойственные поэзии Бекова. «... Они [стихотворения] настолько бедны и маловыразительны по своей поэтической форме, что не следует обижать Бекова, приписывая ему стихотворения», писал литературовед.

### Проза
По мнению И. А. Дахкильгова, характерная черта прозы Бекова — просветительство. В первом произведении Бекова «Ранняя весна» (1923), являющееся повестью, рассказывалось об истории марксизма, характере капитализма, классовой борьбе и Октябрьской революции. В нём прозаик выставлял изобретения при капитализме вредными (ткацкий станок, паровоз, пароход), которые используются для войны (самолёт). Сам же капитализм «порабощает мысль (интеллигенцию), колонизирует народы, разжигает войны». В качестве спасения от этого Беков предлагал справедливое и революционное устройство государства. Из произведения, оставшееся незаконченным, были опубликованы лишь отрывки. Прозаик также написал и другую повесть — «Тамара» (1925).
Фельетоны и очерки Бекова посвящены политическим и социально-бытовым темам. В развёрнутом репортаже «Приезд Калинина во Владикавказ» (1923) рассказывается о встречах ингушами Всесоюзного старосты и К. Е. Ворошилова, об их выступлениях.
В произведении «Курсы учителей» (1923) художественно-публицистического характера пропагандируется ингушская письменность и люди призываются обучаться ей. Беков рассказывает о своём мнении о национальном достоинстве и родном языке, а также подчёркивает роль русского языка. В «Курсах учителей» люди призываются к борьбе за подъём национальной культуры. В первую очередь Беков ставит перед собой задачу привлечь учащихся медресе к светскому обучению.
В фельетоне «Цена коровы» в едко-сатирической форме Беков рассказывал о действительно произошедшим случае в Верхних Ачалуках, в родном селении писателя. В ходе разгоревшегося спора были убиты 4 человека, а пятый был смертельно ранен. За убийство последовала кровная месть. И. А. Дахкильгов считал стиль фельетона простым, а язык очищённым и народным. В произведении присутствовали элементы ингушского юмора.

### Публицистика
Кроме художественных очерков Беков также написал различные по теме и характеру статьи, многие из которых были изданы в 1923—1924-е годы: «Тёплая вода Ачалуков», «Первое мая», «Ингушское общество „Долой безграмотность“», «Борьба рабочих», «Очередные бессовестные проделки богачей Англии», «Налоги деньгами», «Крепкие рубли», «Ингушская азбука», «День общественных магазинов», «III конгресс Профинтерна выражает протест против угрозы новой войны», «Горская республика отменена», «Крестьянский заем», «Выборы Советов Ингушской автономной области», «Торжественный вечер в Ингушской совпартшколе к 11 годовщине Октябрьской революции» и другие.
Наиболее примечательной из статей Бекова И. А. Дахкильгов считал «Первый номер „Сердало“» (1923), являющиеся первым опытом рассказа об истории и роли печати на ингушском языке. Сравнивая первый номер газеты с последующими выпусками, писатель писал про неуклонный рост газеты. Дахкильгов считал, что в статье присутствует «ценный материал очевидца и участника».

## Переводческая работа
В 1923 году Беков сделал перевод на ингушский язык «Интернационала» Э. Потье, который был включён в «Букварь» (1924) З. К. Мальсагова. Он является первым поэтическим опытом в ингушской письменной поэзии. И. А Дахкильгов считал, что Беков «сумел передать всю глубину содержания коммунистического гимна». Поэт не ставил перед собой переводить только стихотворение, но и песню на определённую музыку. «Беков хорошо справился с этой задачей — его перевод можно петь, как и оригинал», — писал Дахкильгов.
Из рассказов Ги де Мопассана Беков перевёл «Месть» и «Честные души».
В 1923 году в газете «Сердало» были опубликованы очерки 3. К. Мальсагова («Сердало»), С. Альдиева («Первое мая») и С. Дахкильгова («Первый день мая»), которые, как предполагал И. А. Дахкильгов, были опубликованы в ингушском переводе Бекова. Беков «вместе с 3. Мальсаговым принимает самое активное участие в организации газеты и выпуске её первых номеров. Много работает над переводами статей, помогает готовить материалы для газеты», — писала З. К. Джамбулатова.

## Научно-педагогическая деятельность
В 1920-х годах Беков занимался сбором ингушского фольклора. Из его большой, по мнению литературоведов, коллекции сохранилось только нартское сказание «Ачам-боарз» (1931). Как считал И. А. Дахкильгов, сказание включает в себе черты разных жанров: нартских сказаний, преданий, сказок, героико-эпических песен. По его мнению, сказание возникло в XV—XVI веках, после походов Тимура, когда горные ингуши начали возвращаться на равнину.
Беков занимался научным исследованием ингушского языка. Он написал ряд статей, посвящённых грамматике ингушского языка и вопросам терминологии. Он был руководителем «Терминологической комиссии», вносившей изменения в ингушский алфавит, участвовавшей в унификации орфографии и синтаксической терминологии чеченского и ингушского языков. Комиссией было сформировано многие общественно-политические, грамматические и другого рода термины ингушского языка. Часть из терминов не утвердились в ингушском языке, как, например, оалар — «сказуемое», уйле — «предложение» и другие. В унификации терминологии участвовали как чеченская, так и ингушская интеллигенция, вплоть до образования Чечено-Ингушской автономной области. По словам И. А. Дахкильгова, сотрудничество Бекова и чеченца Х. Э. Яндарова было плодотворным. Результатом работы Бекова стала статья «Грамматическая терминология» (1931).
И. А. Дахкильгов считал, что Беков был ведущим автором первых школьных программ в Ингушетии. Привлекая к работе своих бывших учеников С. И. Озиева и И. А. Оздоева, Беков написал учебник по грамматике ингушского языка. В несколько изменённой и дополненной форме он сохранился и сегодня.

## Память и оценки
Многие поэты и писатели Б. Х. Зязиков, Х.-Б. Ш. Муталиев, X. С. Осмиев, М. М. Хашагульгов и другие в конце 1920-х годов учились в бывшем тогда Ингушском педагогическом техникуме, где преподавателем ингушского языка и литературы у них был Беков. О нём позитивно высказались его бывшие ученики. Так, например, поэт Х.-Б. Ш. Муталиев посвятил стихотворение «Окно учителя» («Хьехархочун кор», 1961) Бекову.
Под прямым влиянием поэта А. Э. Хамхоев написал своё стихотворение «Две эпохи». Х.-Б. Ш. Муталиев, С. И. Озиев, X. Осмиев и К. Чахкиев использовали целые реминисценции из поэзии Бекова и А. И. Озиева. С. И. Озиев вспоминал, что хотя Бекову было 50 лет, но из-за болезни и душевных переживаний с царских времён, «он казался намного старше своих лет, был слабоват, и к концу урока иногда заметно уставал». Докончить урок ему помогал Озиев как отличник по ингушскому языку на курсах. Последний писал, что в нём Беков видел будущего писателя, вёл беседы на литературные темы, подсказывал «увлекательные сюжеты», включая тему освобождения девушки-горянки. На эту тему в 1924 году Озиев и написал свою поэму «Калым и Тамара».
А. У. Мальсагов в своей статье «Зарождение ингушской поэзии. Тембот Беков» (1969) писал, что литературоведы не уделяли творчеству Бекова «пристального» внимания, поскольку чечено-ингушское литературоведение было тогда ещё молодым. На момент выпуска статьи существовали лишь несколько газетных рецензий и статья О. А. Мальсагова «Творчество Тембота Дардагановича Бекова (Старейший поэт Ингушетии)» (1959). Последняя является первой работой, посвященной изучению творчества Бекова. В ней, по мнению А. У. Мальсагова, основное внимание было уделено главным датам и факты из биографии Бекова, однако автор статьи «не делал даже попытки всесторонне проанализировать его поэтическое наследие, уяснить место, которое он как поэт занимает в ингушской советской поэзии». В сокращённом виде статья О. А. Мальсагова была опубликована в «Очерке истории чечено-ингушской литературы» (1963).
В постсоветские годы анализом творчества Бекова занимался И. А. Дахкильгова, который уделил ему статью в книге «Ингушская художественная литература». Как отмечает М. А. Ялхароева, в своей статье Дахкильгов отнёс очерк М. Ч. Котиева «Революция и Ингушетия» (1920), опубликованный под псевдонимом «Темботов», к Бекову, поскольку псевдоним ввёл в «заблуждение» И. А. Дахкильгова. Этому очерку Котиева Дахкильгов посвятил девять страниц, в то время как сама статья состоит из двадцати четырёх страниц.
Литературоведы и писатели называют Бекова основоположником ингушской литературы, одним из основоположников ингушской или ингушской советской литературы, основоположником ингушской или ингушской советской поэзии, одним из основоположников прозы на ингушском языке, основоположником первых очерков на ингушском языке. О. А. Мальсагов считал, что несмотря на то, что Беков оставил после себя небольшое поэтическое наследство, имя «зачинателя» и «старейшего поэта Ингушетии не будет забыто». Т. Х. Горчхановой считает, что Беков внёс значительный вклад в развитие жанра рассказа в ингушской литературе.
Небольшое поэтическое наследие Бекова О. А. Мальсагов объяснял его болезнью и перегруженности из-за педагогической работы. Однако И. А. Дахкильгов считал, что «довольно веская» причина малочисленности поэтических произведений Бекова кроется в том, что он разочаровался в большевистской власти, о чём и писал Ю. Т. Чахкиев в своих воспоминаниях, опубликованных в газете «Сердало» в 1999 году. М. А. Ялхароева отмечает, что «коренной перелом» в мировоззрении Бекова случился во время репрессий. Тогда он «не просто перестал восхвалять партию, но и перестал писать вообще».

## Семья
Племянником Бекова был писатель Багаудин Дахкильгов. Жена же поэта была из фамилии Дахкильговых.

### Комментарии
1. ↑  В некоторых источниках «Дардаганович»[3][4].
2. ↑  Песенная форма ингушского устного народного творчества была следующей: размер стиха обычно состоял из 4-х стопного дактиля, он также был равно сложный и напевный, кроме того имелась междустопная цезура, ударения правильно чередовались, слоги отчётливо произносились, а рифмы не было[28].
3. ↑  Рус. перевод: «Без тучи на небе дождь не пойдёт, без горя на сердце глаз не заплачет»[31]

### На русском
- Агиева Л. Т. Ингушский научно-исследовательский институт гуманитарных наук им. Ч.Э. Ахриева. 90 лет. — Ростов н/Д.: ИнгНИИ, 2016. — 144 с. — ISBN 978-5-98864-090-5.
- Батаева Т. У. Жанр повести в ингушской литературе. Художественный конфликт и характер : дис. на соиск. учёной степ. канд. филол. наук: 5. 9. 1 / Науч. рук.: А. М. Мартазанов. — Магас : ИнгГУ, 2024. — 211 с.
- Беков // Краткая литературная энциклопедия / Гл. ред. А. А. Сурков. — М. : Советская энциклопедия, 1962. — Т. 1. Аарне — Гаврилов. — Стб. 500—501.
- Горчханова Т. Х. Жанр рассказа в ингушской литературе. Истоки. Становление : дис. на соиск. учёной степ. канд. филол. наук: 10. 01. 02 / Науч. рук.: В. А. Бигуаа. — М. : ИМЛИ РАН, 2016. — 211 с.
- Дахкильгов И. А. Ингушская литература (период развития до 40-х годов) / Ред.: А. А. Зязиков. — Грозный: ЧИКИ, 1975. — 184 с. — 1000 экз.
- Дахкильгов И. А. Наш первый учитель, поэт, просветитель (К 130-летию Т. Бекова) // Боль и гордость моя — родная Ингушетия / ИнгНИИ. — Нальчик : ГП КБР «Респ. полиграфкомбинат им. Революции 1905 г.», 2007. — С. 271—281. — 575, [1] с. : ил., портр. — Ст. опубликована 30 октября 2003 года в газ. «Сердало». — ISBN 978-5-88195-874-9.
- Дахкильгов И. А. Ингушский нартский эпос. — Нальчик: ООО «Тетраграф», 2012. — 599 с. — 1100 экз. — ISBN 978-5-906002-42-6.
- Корзун В. Б. Советская чечено-ингушская литература : Библиография / Ред.: Е. А. Куприянова. — Грозный : ЧИКИ, 1966. — 242 с. — 600 экз.
- Мальсагов А. У. Зарождение ингушской поэзии. Т. Беков // Известия ЧИНИИИЯЛ / Отв. ред.: В. И. Харчевников. — Грозный : ЧИКИ, 1968. — Т. 5, вып. 3. Литературоведение. — С. 26—49. — 165 с. — 600 экз.
- Мальсагов А. У. Беков Тембот Дордаганович // Писатели советской  Чечено-Ингушетии / А. У. Мальсагов, Х. В. Туркаев. — Грозный: ЧИКИ, 1969. — С. 34—36. — 146 с. — 2000 экз.
- Мальсагов О. А. Творчество Тембота Дардагановича Бекова. (Старейший поэт Ингушетии) // Известия ЧИНИИИЯЛ / Ред.: А.-Х. А. Саламов, М. Д. Чентиева, Х. Д. Ошаев. — Грозный : Изд-во «Грозненский рабочий», 1959. — Т. 2, вып. 3. Литература. — С. 108—113. — 172 с. — 1000 экз.
- Мальсагов О. А. Т. Д. Беков // Очерк истории Чечено-Ингушской литературы / Отв. ред.: В. Б. Корзун. — Грозный: ЧИКИ, 1963. — С. 132—135. — 240 с.
- Озиев С. И. Автобиография // Хьона да са илли, Даьхе : методическое пособие / Сост.: Т. М. Арапханова. — с.п. Орджоникидзевское : НБРИ, 2014. — С. 10—39. — 90 с.
- Патиев Я. С. Беков Тембот Дордаганович // Музыкальный атлас. Ингушетия / Сост.: Т. А‑Х. Дзаурова [и др.]; Рец.: М. Б. Долгиева, В. А. Чернявский, А. А. Жаманова. — Ростов н/Д.: Южный издательский дом, 2023. — Т. 1. — С. 282—283. — 352 с. — 1000 экз. — ISBN 978‑5‑98864‑167‑4.
- Ялхароева М. А. Жизнь и деятельность Тембота Бекова // Вестник ИнгНИИ  / Гл. ред.: Н. М. Барахоева. — Магас, 2019. — № 1. — С. 122—129.
- Яндиева М. Д. Беков Тембот Дордаганович // Литературы народов России : XX век : словарь / Отв. ред.: Н. С. Надъярных. — М.: «Наука», 2005. — 364 с. — 1130 экз. — ISBN 9785020102088.
- БЕ́КОВ ТЕМБОТ ДАРДАГАНОВИЧ / М. Д. Яндиева // «Банкетная кампания» 1904 — Большой Иргиз [Электронный ресурс]. — 2005. — (Большая российская энциклопедия : [в 35 т.] / гл. ред. Ю. С. Осипов ; 2004—2017, т. 3). — ISBN 5-85270-331-1.

### На ингушском
- Дахкильгов И. А. Гӏалгӏай говзаме литература (1944-ча шеррага кхаччалца) :  [ингуш.] / Гл. ред.: Т. И. Машуков; Рец.: М. А. Матиев, А. М. Евлоева. — Нальчик : ГП КБР РПК, 2009. — 608 с. : ил. — 1000 экз. — ISBN 978-5-9996-0018-9.